# Władysław Folkierski
Pour les articles homonymes, voir Folkierski.
Władysław Folkierski (né le 6 février 1890 à Paris et mort le 3 juin 1961 à Londres) est un intellectuel polonais, historien, professeur de littérature française à l’université Jagellonne, deux fois ministre du gouvernement polonais en exil à Londres, et fondateur et président de la Société scientifique polonaise à l’étranger.

## Biographie

### Formation et premier travaux
Władysław Folkierski est le fils de Ladislas Folkierski (mathématicien et ingénieur) et de Julie Krysinski de Leliva. Il fréquente le lycée Saint-Anne à Cracovie, avant d’étudier dans les années 1907-1912 la philologie romane à l’université Jagellonne. En 1913, il obtint son doctorat (thèse sur L’élément historique dans les chansons de geste, sous la direction de Stanisław Stroński) et occupa d'abord un poste de professeur de français au lycée de Wieliczka, langue qu’il enseigna également en 1919-1920 dans un lycée de Cracovie. En 1920, il devient professeur associé à l’université Jagellonne, directeur du séminaire de philologie romane et titulaire de la chaire de philologie romane. Professeur à partir de 1929, il donna plusieurs conférences sur l’histoire de la littérature française du XVIe au XXe siècle. Au cours des années 1927-1929 il dirigea la section de littérature de l’Institut International de Coopération Intellectuelle, fondé à Paris par la Société des Nations en 1924. 
En 1928, il devient membre correspondant de l’Académie polonaise des arts et sciences. En exil, il est président de la Société scientifique polonaise à l’étranger, participe aux travaux de l'Union des écrivains polonais à l'étranger et du Comité pour la protection de la Bibliothèque polonaise de Paris. Il participe au Congrès de l’histoire de la littérature à Amsterdam en 1935, et préside le troisième Congrès international d'histoire littéraire à Lyon en 1939. Il avait la réputation d’être un excellent orateur. 

### Activités politiques
Avant la guerre, Władysław Folkierski se lie à l’organisation politique « Camp de la Grande Pologne » (OWP, Obóz Wielkiej Polski, organisation de droite opposée au maréchal Piłsudski fondée en 1926) et au parti Démocratie nationale (Narodowa Demokracja). Après l’invasion de la Pologne par les Allemands alliés aux Soviétiques, en 1939, il par pour l’Angleterre. 
En exil à Londres, il fait partie du Conseil national de Pologne (Rada Narodowa Rzeczypospolitej Polskiej 1940-1941) jusqu’à sa dissolution. Il entre quatre ans plus tard dans le gouvernement polonais en exil dirigé par Tomasz Arciszewski comme ministre des Travaux préparatoires concernant la conférence de paix et ministre de l’Instruction publique et des Cultes (29 novembre 1944 - 2 juillet 1947), puis dans le cabinet dirigé par le général Tadeusz « Bór » Komorowski (2 juillet 1947 - 10 février 1949) comme ministre de l’Instruction publique et des Cultes. Il est ensuite membre du Conseil politique (Rada Polityczna, groupe majoritaire opposé au président Zaleski) de 1949 jusqu’à sa dissolution en 1954 puis, après l’Acte d’union nationale, à partir de 1954, du Conseil provisoire de l’union nationale (Rada Jedności Politycznej). 

### Activités après-guerre
Władysław Folkierski travaille à partir de 1944 à l’Université de Bristol (où il devient professeur à partir de 1945), donnant des conférences sur l’histoire de la littérature française pour le département de philologie romane. Il donna ensuite une série de conférences sur la musique polonaise et la littérature romantique à Londres, Rome et Paris. 
Il manifeste un grand intérêt scientifique pour l’influence des artistes français (Nicolas Boileau, Molière, Pierre de Ronsard, Chateaubriand, etc.) sur la littérature polonaise. Il étudia notamment les œuvres de Juliusz Słowacki de Leliwa (l’un des plus célèbres poètes romantiques polonais, 1809-1849) et d’Aleksander Fredro (poète dramaturge polonais, 1793-1876), la relation entre la littérature et la peinture du XVIIIe siècle ainsi que l’influence de la pensée de Diderot et de Lessing sur la littérature et l’esthétique du XIXe siècle en Europe. Il cherche également à analyser les racines philosophiques et idéologiques des œuvres d’Anatole France. 

## Œuvres
Il a laissé une anthologie de sonnets polonais (1925) ainsi qu’un certain nombre d’articles scientifiques, dont : 
- Krasicki a La Fontaine (Krasicki et La Fontaine), Cracovie (1911).
- Ślady Boileau’a w „Monachomachii” i satyrach Krasickiego (Les traces de Boileau dans « Le Monomaque » et les satyres de Krasicki), Cracovie (1914).
- „Cyd” Kornela w Polsce (Le Cid de Corneille en Pologne), 84p., Cracovie (1917).
- Ze studjów nad XVIII wiekiem. Estetyka Shaftesbury’ego. Diderot a Shaftesbury (Étude sur le XVIIIe siècle. L’esthétique de Shaftesbury. Shaftesbury et Diderot), 92p., Cracovie (1920).
- « Molière en Pologne », Revue de littérature comparée, no 2, p. 175-200, Paris (1922).
- « Ronsard et la Pologne », Revue de littérature comparée, no 3, p. 447, Paris (1924).
- Sonet polski: Wybór tekstów (Sonnets polonais : textes choisis), 370 p., Cracovie (1925).
- Fredro a Francja (Fredro et la France), 44 p., Cracovie (1925).
- Entre le Classicisme et le Romantisme. Étude sur l’esthétique et les esthéticiens du XVIIIe siècle, 604 p., Cracovie & Paris (1925), prix Marcelin Guérin de l'Académie française en 1926
- L’héroïsme français à travers les âges. Conférence prononcée à la séance solennelle de l’Association des amis de la France à Cracovie le 14 juillet 1921, 16 p., Cracovie (1921).
- Źródło francuskie ślubów lwowskich Jana Kazimierza 1657 (Le mariage à Lvov de Jean Casimir en 1657), 24 p., Cracovie (1927).
- Słowacki i Francja (Słowacki et la France), Cracovie (1932).
- Od Chateaubrianda do Anhellego : rzecz o związkach między przedmistycznym okresem Słowackiego a romantyzmem francuskim (De Chateaubriand à Anhelli : essai sur la relation entre la période pré-mystique de Słowacki et le romantisme français), 161 p., Cracovie (1934).
- Slady podrozy flandryjskiej krolewicza Wladyslawa (1624) w teatrze Calderona (Des traces, dans le théâtre de Calderon, du voyage en Flandres du roi Ladislas en 1624), Pamietnik Literacki, XXXII, no 1-2, p. 110-118, Cracovie (1935).
- (avec Fr. Bielak et St. Cywiński) Ignacy Chrzanowski (livre collectif en l’honneur d’Ignacy Chrzanowski), 646 p., Londres (1936).
- Norwid w Ameryce (Norwid en Amérique, 1853-54), Cracovie.
- « Ut Pictura Poesis ou l’étrange fortune du De arte graphica de Du Fresnoy en Angleterre », Revue de littérature comparée, no 18, p. 385-402 (1953).
- Pawła Włodkowica walka o Polskę (Pawła Włodkowica lutte pour la Pologne), 26 p., Londres (1955).
- « L’anglais de Diderot », Revue de littérature comparée, XXXIV, p. 226-244 (1960).
- Od Boskiej do Nieboskiej komedii; szkice z zakresu europejskiej psychologii relijnej (De Dieu à l'Indivine Comédie. Essai sur la psychologie religieuse de l’Europe), 355 p., Londres (1962).
- « Comment Lord Shaftesbury a-t-il conquis Diderot ? », dans Studi in Onore de C. Pellegrini, p. 319-346, Turin (1963).